# Giovanni Eudes
Giovanni Eudes, nome italianizzato di Jean Eudes (Ri, 14 novembre 1601 – Caen, 19 agosto 1680), è stato un religioso francese, fondatore della Congregazione di Gesù e Maria (eudisti), dell'Ordine di Nostra Signora della Carità del Rifugio e della Società del Cuore della Madre Ammirabile. Beatificato da papa Pio X nel 1909, è stato canonizzato nel 1925 da papa Pio XI.
Ricercato predicatore e confessore, divenne un celebre evangelizzatore in tutta la Francia, raggiungendo Parigi e anche la corte del Re Sole. Autore prolifico, avversò il giansenismo col sostegno al papato e propagò la devozione ai Sacri Cuori; per quest'ultima ragione papa Pio X, nel decreto di beatificazione, lo definì "padre, apostolo e dottore del culto liturgico del Cuore di Gesù e di Maria". È in corso il processo canonico per la sua proclamazione a dottore della Chiesa.

## Biografia

### La formazione e i primi anni di sacerdozio
Giovanni Eudes, al secolo Jean, primogenito di sette figli, nacque a Ri, un paesino della Normandia, il 14 novembre 1601, da Isacco Eudes e Marta Corbin; fu battezzato due giorni dopo la nascita nella parrocchia del paese natio. Di origine contadina, ricevette le sue prime lezioni di catechismo e di grammatica da un prete, mentre il 9 ottobre 1615 iniziò a studiare a Caen presso il College du Mont, retto dai gesuiti, dove ottenne una buona formazione culturale e umanistica. Terminato il liceo nel 1619, intraprese gli studi di filosofia e il 19 settembre 1620 ricevette a Séez (oggi Sées), città episcopale della diocesi dove era nato, la tonsura e gli ordini minori. Dopo aver conosciuto padre Pierre de Bérulle, futuro cardinale, il 25 marzo 1623 decise di entrare a far parte della Congregazione dell'Oratorio, fondata qualche anno prima da quest'ultimo, e si trasferì a Parigi dove, compiuti gli studi teologici, venne ordinato sacerdote il 20 dicembre 1625. Iniziò la sua attività pastorale dedicandosi alle missioni popolari, guadagnandosi la fama di grande predicatore. Nell'impegno delle missioni popolari ebbe modo di prendere coscienza della grande povertà in cui versava la popolazione, sia sotto il profilo materiale che spirituale e morale: questo contesto di miseria rese facile, infatti, la diffusione del movimento filosofico-teologico-politico giansenista, che egli ebbe occasione di criticare apertamente.

### La peste e la nascita della congregazione degli eudisti
Nel 1627 scoppiò la peste in Normandia e gli fu concesso di ritornare nella sua terra natale per soccorrere le persone ammalate, che assistette giorno e notte. Per evitare di contagiare coloro che vivevano con lui, decise di dormire dentro una botte, in mezzo a un pagliaio; nonostante le precauzioni, però, anch'egli si ammalò di peste, ma, inaspettatamente, guarì. Terminata l'epidemia, fu nominato superiore della comunità degli oratoriani di Caen. Qui, dunque, esercitò il ministero della predicazione, della catechesi, della confessione e della direzione spirituale. Nel 1630 una nuova epidemia di peste dilagò nella zona dove risiedeva; nuovamente dimostrò attenzione verso i malati, fornendo cure mediche e assistenza spirituale. Dal 1632 si impegnò nelle missioni popolari percorrendo la Normandia, la Bretagna, l'Ile-de-France e la Borgogna. Durante queste missioni, si rese conto che, nonostante i sacerdoti fossero numerosi, pochi erano quelli ben formati e sufficientemente preparati al loro ministero; perciò, decise di aprire delle case di formazione per i candidati agli ordini sacri, raccomandati oltretutto dal Concilio di Trento: i seminari.
Nel 1641 fondò quello che divenne l'Ordine di Nostra Signora della Carità, volto al recupero sociale e spirituale delle prostitute desiderose di cambiare vita; l'Ordine ottenne l'approvazione di papa Alessandro VII il 2 gennaio 1666. Un anno più tardi, nel 1642, decise che fosse costruito un seminario a Caen; tale scelta fu sostenuta e incoraggiata dal cardinale de Bérulle, dal vescovo di Bayeux mons. D'Angennes, dai vescovi della regione, dalla mistica normanna Marie Des Vallées, che sarebbe diventata più tardi sua confidente e consigliera, e perfino dal cardinale Richelieu, primo ministro di Luigi XIII, il quale, informato del gran bene che padre Eudes faceva tra il clero, lo fece chiamare a Parigi per autorizzarlo e spingerlo a iniziare la sua opera.

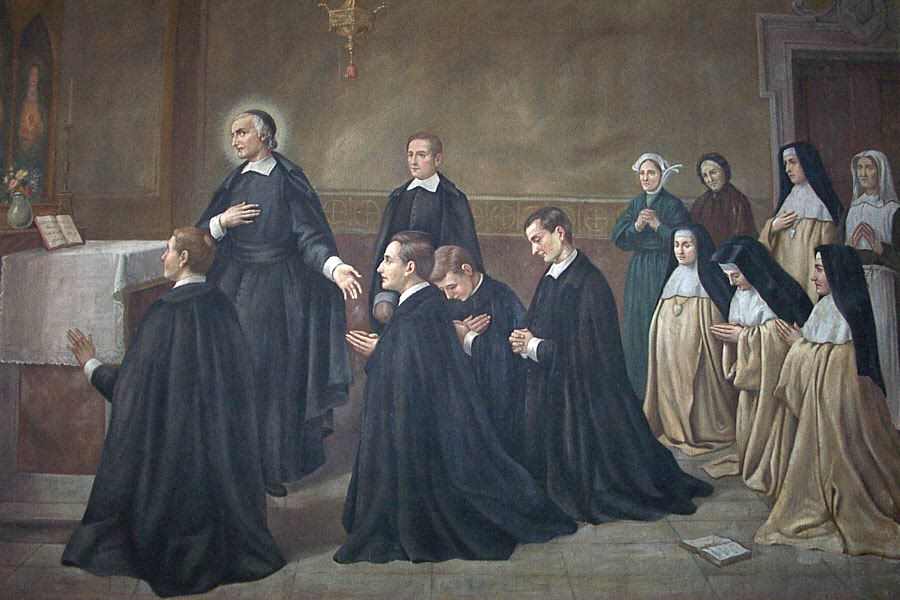
Dipinto ritraente san Giovanni Eudes con i religiosi e le religiose delle congregazioni da lui fondate. Tale pittura è stata realizzata per la cerimonia di beatificazione di padre Eudes

Il superiore generale della Congregazione dell'Oratorio, padre François Bourgoing, però, giudicò prematura la fondazione di un seminario, e così padre Eudes, convinto del suo progetto e deciso a non rinunciarvi, lasciò la Congregazione dell'Oratorio, dando vita il 25 marzo 1643, con altri sette compagni, alla Congregazione di Gesù e Maria, i cui membri vennero chiamati eudisti in suo onore. Il fine principale della Congregazione era quello di aprire e dirigere seminari sulla base delle disposizioni del Concilio di Trento, che in Francia erano state ancora poco applicate. La Congregazione nacque proprio con l'apertura di un seminario a Caen e ottenne, nel 1674, la particolare protezione di papa Clemente X. Altri seminari furono aperti in seguito a Coutances, Lisieux, Rouen, Evreux e Rennes.

### La devozione ai Sacri Cuori di Gesù e Maria
Durante il XVII secolo la diffusione del giansenismo allontanò molte persone dai sacramenti, presentando un dio poco incline al perdono; invece padre Eudes esortava a rivolgersi con fiducia alla misericordia di Dio, rivelata alle anime attraverso Gesù e sua madre Maria. Ispirato sia dalla spiritualità biblica che da quella ignaziana, decise di diffondere, per mezzo di omelie e testi scritti, la devozione ai Sacri Cuori di Gesù e Maria. Padre Eudes così ammaestrava sull'unità mistica dei Sacri Cuori di Gesù e di Maria:
Tuttavia, egli non fece emergere alcuna deificazione di Maria. Il più insistente insegnamento è stato quello della centralità di Cristo nella devozione al Sacro Cuore. Padre Eudes esortava a riconoscere Gesù quale "maestro interiore"; di ciò ebbe a dire:
Nel 1672, un anno prima delle rivelazioni di Gesù a santa Margherita Maria Alacoque, padre Eudes compose l'ufficio liturgico delle messe per le feste del Cuore Immacolato di Maria e del Sacro Cuore di Gesù. Il culto al Sacro Cuore di Gesù, diffusosi abbondantemente già anni prima dei riconoscimenti ecclesiastici, fu autorizzato ufficialmente in Polonia e in Francia da papa Clemente XIII nel 1765, mentre solo nel 1856 papa Pio IX lo estese a tutta la Chiesa cattolica.

### La morte e il culto
Morì il 19 agosto 1680 a Caen. Dopo la sua morte, il suo corpo fu sepolto nella chiesa dei Santissimi Cuori di Gesù e Maria del seminario eudista di Caen. Nel 1810 le sue ossa furono trasferite nella chiesa di Notre Dame de la Gloriette, sempre a Caen; dal 6 marzo 1884 si trovano nella cripta sotto il transetto sud della medesima chiesa.
Il 25 aprile 1909 fu beatificato da papa Pio X, mentre papa Pio XI lo canonizzò il 31 maggio 1925. La memoria liturgica è stata fissata al 19 agosto, giorno della sua morte.

## Candidato a dottore della Chiesa

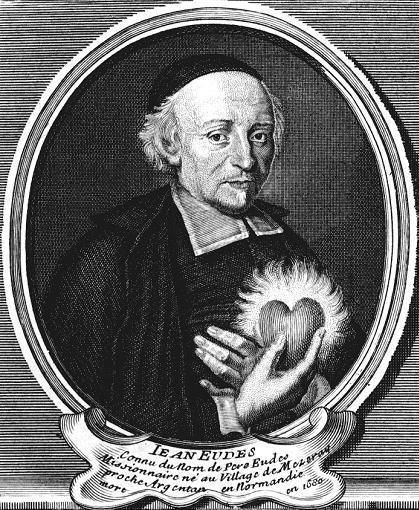
San Giovanni Eudes in un'incisione

Durante la seconda guerra mondiale sorse l'idea di proporre l'attribuzione del titolo di dottore della Chiesa a san Giovanni Eudes, anche se il conflitto e poi il Concilio Vaticano II causarono la sospensione di questo percorso. Tuttavia, nel gennaio 2012 l'Assemblea generale degli eudisti ritenne conveniente la riapertura della causa. Nel corso del 2014-2015, le conferenze episcopali di Francia, Messico, Venezuela, Ecuador, Benin, Honduras e Colombia diedero il loro pieno appoggio al proseguimento dell'iter; la sessione plenaria della conferenza episcopale francese dell'8 novembre 2014 confermò il sostegno alla causa. Il 3 dicembre 2016 padre Camilo Bernal Hadad, allora superiore generale degli eudisti, madre Marie-Françoise Le Brizaut, provinciale dell'Ordine di Nostra Signora della Carità, e mons. Luc Crepy, vescovo di Le Puy-en-Velay, vennero ricevuti in udienza da papa Francesco per discutere di tale richiesta. Nell'aprile 2017 fu consegnato alla Congregazione della cause dei santi il dossier composto da tredici volumi contenente l'opera omnia di san Giovanni Eudes; tutti i documenti scritti da padre Eudes sono stati studiati separatamente da tre teologi.

## Opere
- L'exercice de piété (1636).
- La vie et le royaume de Jésus (1637).
- Le testament de Jésus (1641).
- Le catéchisme de la mission (1642).
- Avertissements aux confesseurs missionnaires (1644).
- La dévotion au très saint Cœur de la bienheureuse vierge Marie (1654).
- Offices (1652).
- Contrat de l'homme avec Dieu par le saint baptême (1654).
- La manière de bien servir la messe (1660).
- Le Bon confesseur (1666).
- Manuel à l'usage d'une communauté ecclésiastique (1668).
- Constitutions pour les Sœurs de Notre-Dame-de-Charité (1670).
- L'enfance admirable de la très sainte Mère de Dieu (1676).
- Le mémorial de la vie ecclésiastique (1681).
- Le prédicateur apostolique (1685).